# Меркуловы
Меркуловы — дворянские роды.
При подаче документов (14 июля 1686) для внесения рода в Бархатную книгу, была предоставлена родословная роспись Меркуловых и две ввозные грамоты (1571 и 1576) Степану Кузьмичу Меркулову на жеребий деревни Просеки в Чернском стане Мценского уезда (грамота 1576 г. Симеона Бекбулатовича).

## Происхождение и история рода
В Гербовник внесены две фамилии Меркуловых:
1. Потомки Василия Меркулова, находившегося в Мценске в 1493 году (Гербовник, VI, 21).  Внесены в VI часть родословной книги Тульской губернии. Предок фамилии Меркуловых: Козма, Артемий и Дрон Васильевичи, когда великий князь Иван Васильевич в 1493 году взял у Литвы город Мценск, тогда они находились в данном городе. Степан Васильевич Меркулов (1571 и 1578) за службу пожалован поместьями.
2. Потомки Игнатия Ивановича Меркулова, пожалованного вотчиною в 1614 году (Гербовник, IX, 30). Потомки рода записаны в числе детей боярских с поместным окладом. В 1755 году по определению Правительствующего Сената Климент и Фёдор Меркуловы с родственниками, признаны дворянами и внесены в VI часть родословной книги Курского древнего дворянства[2]. Род использовал герб Ковня.

Есть ещё одиннадцать родов Меркуловых, позднейшего происхождения.

## Описание гербов

#### Герб. Часть VI. № 21.
Щит разделён на четыре части, из коих в первой части, в голубом поле, изображена серебряная шестиугольная звезда. Во второй части, в золотом поле, лавровый венок. В третьей части, в золотом же поле, крестообразно положены меч со стрелою, остриями вверх (польский герб Пржестржал) и лук чёрного цвета. В четвёртой части, в голубом поле, белый одноглавый орёл с распростёртыми крыльями, стоящий одною лапою на серебряном камне, а в другой держит змия.
Щит увенчан дворянскими шлемом и короной. Намёт на щите голубой, подложенный золотом. Щитодержатели: два льва.

#### Герб. Часть IX. № 30.
Герб потомства Игнатия Ивановича Меркулова: в верхней половине щита разделён горизонтально на две части. В верхней половине, в красном поле, изображены две серебряные шпаги, остроконечиями обращёнными вверх и между ними в зеленом поле серебряная крепость. В нижней половине, в серебряном поле, находится лук и три стрелы, у которых остроконечия соединены в одно железко. Щит увенчан дворянским шлемом и короной с тремя страусовыми перьями. Намёт на щите красный и зелёный, подложенный серебром.

## Известные представители
- Меркулов Фёдор Самойлович — московский дворянин (1676).
- Меркулов Воин Фёдорович — стряпчий (1692).
- Меркулов Ермолай Самойлович — московский дворянин (1692)[4].